# Wybory parlamentarne na Litwie w 1922 roku
Wybory parlamentarne na Litwie w 1922 roku odbyły się w dniach 10-11 października 1922, wybrano w nich Sejm Republiki Litewskiej I kadencji, który obradował do marca 1923. 

## Historia
Wybory zostały ogłoszone po samorozwiązaniu się Sejmu Ustawodawczego Litwy w 1922. Jako strona zwycięska wyszła z nich chrześcijańska demokracja zdobywając łącznie 38 mandatów, jednak nie wystarczyło jej to do samodzielnego rządzenia w parlamencie liczącym 78 posłów. 
Kilkumiesięczne funkcjonowanie Sejmu naznaczone było przez konflikt prawny odnośnie do legalności istnienia rządu Ernesta Galvanauskasa oraz prawomocności wyboru Aleksandra Stulginskisa na prezydenta państwa w grudniu 1922. 
13 marca 1923 roku kadencja Sejmu została skrócona przez głowę państwa i doszło do rozpisania nowych wyborów, które odbyły się w maju 1923. 

## Podział mandatów w Sejmie
| partia                              | mandaty |
| ----------------------------------- | ------- |
| Blok Chrześcijańsko-Demokratyczny   | 38      |
| Litewski Ludowy Związek Chłopski    | 20      |
| Litewska Partia Socjaldemokratyczna | 10      |
| Sojusz Robotników                   | 5       |
| Żydzi                               | 3       |
| Polacy                              | 2       |
| Niemcy                              | 1       |
| niezależni                          | 1       |
| Razem                               | 78      |